# Parchtitz
Parchtitz är en kommun och ort i Landkreis Vorpommern-Rügen i förbundslandet Mecklenburg-Vorpommern i Tyskland.
Kommunen ingår i kommunalförbundet Amt Bergen auf Rügen tillsammans med kommunerna Bergen auf Rügen, Buschvitz, Garz/Rügen, Gustow, Lietzow, Patzig, Poseritz, Ralswiek, Rappin och Sehlen.